# Markino Buckley
Markino Buckley, född 16 april 1986, är en jamaicansk friidrottare som tävlar i häcklöpning.
Buckleys genombrott kom under 2008 då han deltog vid Olympiska sommarspelen 2008 i Peking. I försöken noterade han ett nytt personligt rekord då han för första gången sprang under 49 sekunder, då han noterade 48,50. Han tog sig vidare till finalen där han slutade sjua på tiden 48,60.
Han deltog även vid IAAF World Athletics Final 2008 i Stuttgart där han slutade fyra på tiden 49,52.